# 费拉扎诺
费拉扎诺（義大利語：Ferrazzano），是意大利坎波巴索省的一个市镇。总面积16平方公里，人口3351人，人口密度209.4人/平方公里（2009年）。ISTAT代码为070023。